# Фестиваль Ґадхімай
Фестиваль Ґадхімай — індуїстський фестиваль, що проводиться 24-25 листопада один раз кожні 5 років в храмі Баріяпур в Катманду, присвяченому богині влади Ґадхімай, та на відведеній для фестивалю ділянці в окрузі Бара, на півдні Непалу. Під час фестивалю здійснюється найбільше жертвопринесення тварин у світі, включаючи буйволів, свиней, кіз, курей та голубів, які підносяться богині Ґадхімай.
Останній фестиваль було проведено 23-24 листопада 2009 року. У ньому взяло участь близько 5 млн осіб, переважно мешканців індійських штатів Уттар-Прадеш і Біхар, що збираються у Непалі через заборону індійського уряду та тваринні жертвопринесення. Учасники фестивалю вважають, що жертви допоможуть покласти кінець злу та принести багатство.
У зв'язку з великою кількістю відвідувачів в 2009 році, підготовка почалася за місяць, урядові посадовці Непалу провели навіть рекламну компанію на радіо, закликаючи фермерів продавати кіз та інших тварин для забезпечення потреб як у жертвоприношенні, так і для споживання відвідувачами. Цього разу було забито понад 20 тис. буйволів, а повне число забитих тварин склало від 300 до 500 тис.. Жертвопринесення проводилося у бетонній бійні біля храму, для цього було задіяно близько 200 осіб.
Цілий ряд захисників «прав тварин» виступили проти проведення фестивалю, у тому числі Бріжит Бардо і Манека Ґанді, але уряд відмовив «припинити традицію віком у кілька століть».